# Die Sendung mit der Katze
Die Sendung mit der Katze (Originaltitel: Téléchat) war eine französisch-belgische Kinderserie, die von den Filmemachern Roland Topor und Henri Xhonneux in den 1980er Jahren entwickelt wurde.

## Inhalt
Die von dem Kater Muschkatz (im Original Groucha) und der Straußendame Lola, zwei Puppen, präsentierte Nachrichtensendung bringt exklusive Reportagen aus allen Bereichen der materiellen Welt, z. B. über den Inhalt von Hosentaschenböden oder das Finale der siebten Weltmeisterschaft für Tubenweitsprung (Sieger ist eine französische Tube Dijon-Senf). Die Dinge stehen auch insofern im Mittelpunkt, als Lola einen Dingeschutzverein (kurz DSV) gegründet hat. Es wird in jeder Sendung einem Gegenstand zum Namenstag gratuliert (z. B. Sankt Tropfender Wasserhahn, Sankt Wäscheklammer oder Sankt Zinnoberrot). Außerdem wird ab und zu eine Episode von „Grünzeugmann“ gezeigt (z. B. „Grünzeugmann besiegt die Finsternis“ – indem er das Licht anschaltet). Diese „Serie in der Serie“ (21 Folgen; im Original Léguman) stammt von Topor und wurde in Belgien produziert.

## Figuren
Außer den beiden Moderatoren treten auf:
- ein tollpatschiger Affe (nie namentlich genannt), stellt in der Werbepause Taugnix-Produkte vor (im Original Pub-Pub),
- Frau Brille, ein etwas unheimlich wirkender Schuh, von Lola oft als „alte Hexe“ bezeichnet (im Original Madame Lunettes)
- der Besen Bürsthart, Archivar des Studios (im Original Brossedur),
- Dudel, das Wörterbuch in zwei Bänden (im Original Albert le dictionnaire en deux volumes),
- das Bügeleisen Doktor Faltfrei, unbestechlicher Notar (im Original Maître Duramou),
- der Kochtopf Gisela, isst die Zutaten gerne selber (im Original Giesèle),
- Grünzeugmann, Held der gleichnamigen Serie (im Original Léguman),
- die Glühbirne Gradrecht, leuchtet nur, wenn das aktuelle Programm dem Zuschauer gefällt (im Original Bons-Moments),
- das Telefon Hallodri (im Original Durallô),
- das Mikrofon Mikmac, hat zu jedem Thema eine eigene Meinung (im Original Mic-Mac),
- der Mülleimer Olga, isst alles, was gerade da ist,
- die Gabel Raymonde, Gräfin vom Esszimmer (im Original Raymonde du Tiroir de la Salle-à-Manger) und
- der Löffel Sophie Schwer zu Schlucken, oft als „zufällig ausgewählter“ Zuschauer ins Studio eingeladen  (im Original Sophie Dur-à-Avaler)
- das Kaninchen GTI (im Original GTI für Grégoire de la Tour d'ivoire)

In der Sendung tritt auch die Materie selbst auf, und zwar in Gestalt der Gluonen, die zu ihrem Zustand und dem der Welt befragt werden. Es wird erklärt, dass „die Allerkleinsten das meiste zu erzählen haben“. Gluonen werden als die Seele der Dinge dargestellt. So kann man zum Beispiel auch den Mond, ein Loch oder eine Sahnetorte interviewen, es antwortet nicht das Sahnetorte-Atom, sondern das Sahnetorte-Gluon.

## Ausstrahlung und Rezeption
Die Erstausstrahlung in Frankreich erfolgte am 3. Oktober 1983 auf Antenne-2. Die ARD zeigte die erste Staffel ab 1988 im Rahmen von Spaß am Dienstag unter dem Titel Telekatz. Seit 2010 strahlt ARTE eine neusynchronisierte Fassung aus.
Die Serie erlangte bei französischen Jugendlichen bald Kultstatus und erhielt zahlreiche Preise, darunter:
- 1984 Preis der Haute Autorité de la communication audiovisuelle für beste Kindersendung (6–12 Jahre)
- 1984 Antenne de Cristal in Brüssel als beste Sendung
- 1984 Preis als beste frankophone Kindersendung der Filmfestspiele von Cannes
- 1984 Erster Preis beim Festival de Gijón
- 1985 Silbermedaille beim 27. Fernsehfestival in New York
- 1985 Nominierung für Emmy-Award